# Allatini-Mühle

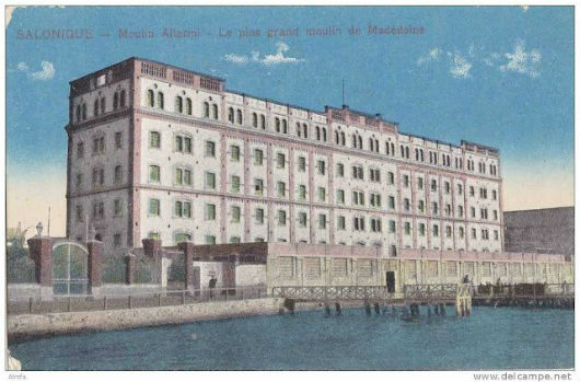
Postkarte aus der Anfangszeit der Mühle

Die Allatini-Mühle ist eine ehemalige Getreidemühle in Thessaloniki.

## Geschichte
Die Allatini-Mühle wurde 1898 nach den Plänen von Vitaliano Poselli gebaut und am 19. September 1900 eröffnet. Die Produktion wurde in den 1980er Jahren eingestellt, seitdem werden Pläne zur Entwicklung des verlassenen Industriekomplexes in der bevorzugten Wohnlage des Stadtteils Kalamarias entworfen.

## Technik

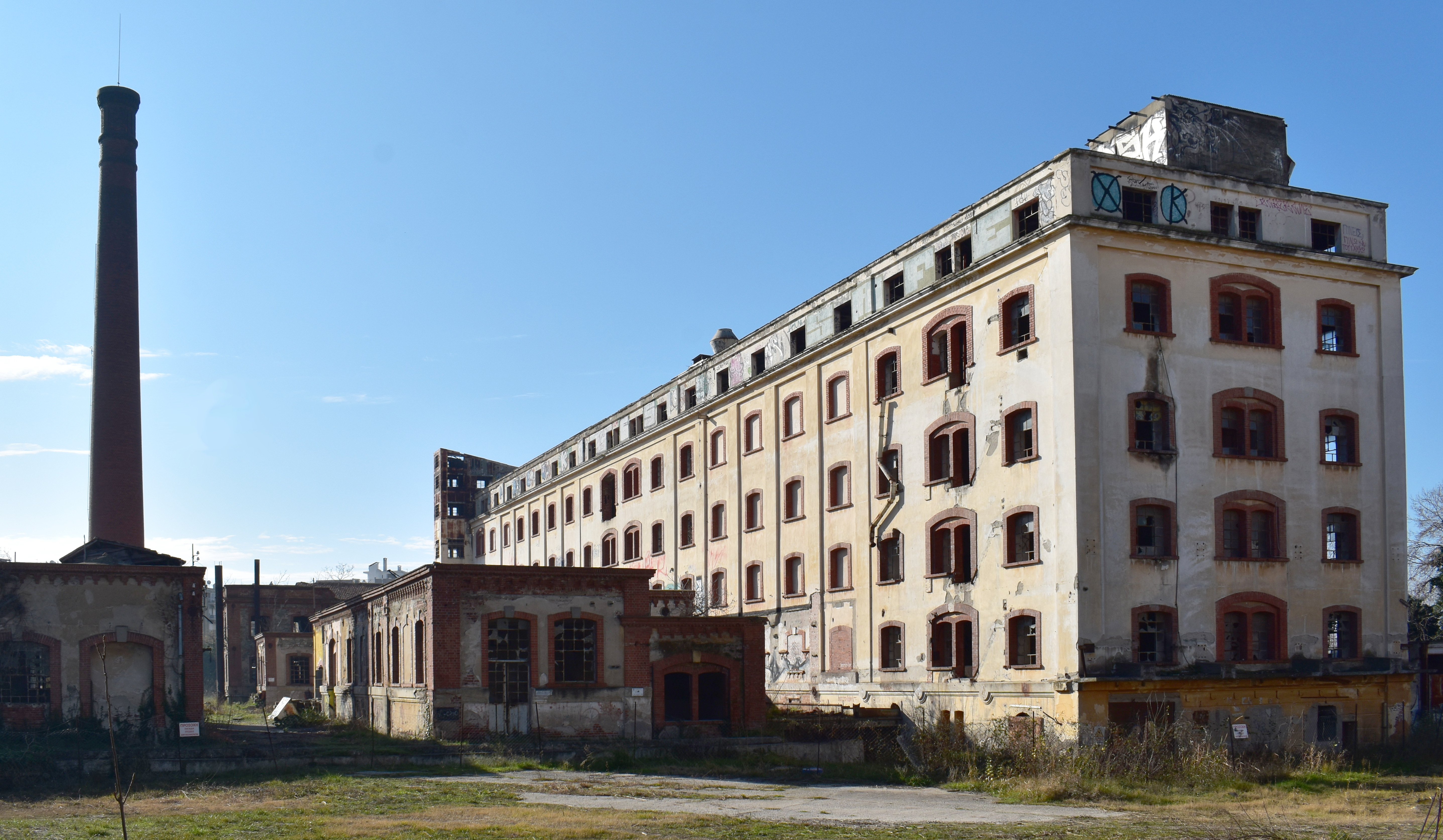
Die Mühle im Januar 2025

Der Gebäudekomplex der Dampfmühle wird von einem markanten Kamin dominiert.